# Elachista ohridella
Elachista ohridella is een vlinder uit de familie grasmineermotten (Elachistidae). De wetenschappelijke naam is voor het eerst geldig gepubliceerd in 2001 door Parenti.
De soort komt voor in Europa.